# Mera Joota Hai Japani
Mera Joota Hai Japani (hindi मेरा जूता है जापानी; tłum. pol. Moje buty są japońskie) – piosenka z indyjskiego filmu w języku hindi Shree 420 (1955).
Tekst utworu napisali Sailendra i Hasrat Jaipuri, muzykę skomponowali Shankar i Jaikishen, natomiast głos podłożył Mukesh. Na ekranie wykonywał ją Raj Kapoor.
Piosenka odwołuje się do indyjskiego patriotyzmu. Wskazuje się, że w znacznym stopniu przyczyniła się do wpojenia Indusom poczucia państwowości. Do dziś jest cytowana w rozmaitych tekstach jako przykład miłości do ojczyzny. Jest zestawiana z Vande Mataram i Jana Gana Mana i określana jako najpopularniejsza indyjska piosenka. Pojawiała się w wielu późniejszych obrazach kojarzonych z Bollywood (jeden z nowszych to choćby Chori, Chori, 2003), stała się wzorem dla licznych twórców piosenek filmowych. Zostały z niej zaczerpnięte tytuły filmów Phir Bhi Dil Hai Hindustani w reżyserii Aziza Mirzy (2000) oraz Mera Joota Hai Japani, nawiązuje doń jedna z piosenek z filmu Pardes (1997). Refren utworu wykorzystał Salman Rushdie w Szatańskich wersetach oraz, w sparafrazowanej formie, Indra Sinha w Nomadach Cyberprzestrzeni. Odwołania do tej piosenki można też znaleźć w Mississippi Masala w reżyserii Miry Nair (1991).
Zyskała ogromną popularność nie tylko w Indiach, ale też w znacznej części Afryki, Bliskiego Wschodu oraz w ZSRR czy Turcji. Odwołuje się do przyjaźni indyjsko-radzieckiej, do dziś wykonywana w Rosji, grywana między innymi w moskiewskich restauracjach. Pamiętana też ciągle w Uzbekistanie oraz Kazachstanie. Została odegrana podczas oficjalnego bankietu wydanego w czasie wizyty prezydenta Turkmenistanu Gurbanguly Berdimuhamedowa w Indiach.